# Жилинскайте, Яна Юрьевна
Яна Юрьевна Жилинскайте (лит. Žilinskaitė; род. 6 марта 1989 года, Урай, Ханты-Мансийский автономный округ) — российская гандболистка, линейная сборной России. Мастер спорта России и Мастер спорта России международного класса. Сестра-близнец другой известной российской гандболистки — Виктории Жилинскайте.

## Игровая карьера
Гандболом начинала заниматься в Урае под руководством тренера Евгения Николаевича Черных. В 2004—2008 годах выступала за уфимскую «Алису».
Летом 2008 года Яна Жилинскайте (вместе с сестрой Викторией) была приглашена в тольяттинскую «Ладу». В составе волжской команды выиграла серебряную (в сезоне-2013/14) и бронзовые (2008/09, 2010/11, 2011/12) медали чемпионатов России, в 2012 и в 2014 году стала обладательницей Кубка Европейской гандбольной федерации. С 2014 по 2016 годы игрок ГК «Астраханочка».
С сентября 2016 года по май 2017 года игрок «Кубани».
Сезон-2017/18 Яна начала за границей, в составе венгерского клуба «Альба Фехервар». Побороться за медали венгерского чемпионата новой команде спортсменке так и не удалось. Сначала «Альба» финишировала на восьмой строчке первенства, а спустя год стала седьмой. В обоих случаях клуб не добрался до еврокубковой зоны.
С лета 2019 по декабрь 2020 года — игрок ЦСКА. Вместе с «армейским» клубом Яна завоевала бронзовые медали Суперлиги Париматч и стала серебряным призером Кубка России.
Вызывается в сборную России. Участница чемпионата Европы-2016 и чемпионата мира 2019 года.

## Семья
Муж — Денис, дочь — Валерия.